# Elevate
Elevate é o segundo álbum de estúdio da banda norte-americana Big Time Rush e foi lançado em 21 de novembro de 2011, pela Columbia Records.

## Precedentes
Após o lançamento de B.T.R. e Holiday Bundle, a banda ficou inativa, dedicando-se apenas às gravações dos episódios da série Big Time Rush. Por isso, a gravação da primeira faixa ocorreu em 2011, e seu lançamento ocorreu em 22 de julho do mesmo ano.[carece de fontes?] A faixa, chamada "If I Ruled the World" foi lançada como o primeiro single do álbum. A capa do álbum foi divulgada por um dos integrantes da banda - Kendall Schmidt - através de seu perfil no Twitter. O título do álbum surgiu já que os integrantes da banda queriam elevar sua música e sua popularidade, formando assim Elevate, que significa "elevar".

## Singles
"If I Ruled the World" foi lançada como single promocional do álbum em 22 de julho de 2011. Composta por Evan Bogart, Emanuel Kiriakou e Lindy Robbins, a letra da canção fala sobre como seria o mundo se fôssemos seu dono. "Music Sound Better With U" serviu como o segundo single por download digital.[carece de fontes?] Apesar de não ser lançada como single, "Time of Our Life" teve um vídeo gravado durante a participação da banda nos Kids' Choice Awards 2012.

## Faixas
A lista de faixas foi divulgada pelo iTunes e pela Amazon.
| N.º | Título                                  | Compositor(es) | Produtor(es)                            | Duração |  |
| 1.  | "Music Sounds Better With U" (com Mann) | Alain Queme, Benjamin Cohen, Brent Kutzle, Carlos Pena Jr., Dominic King, Eric Bellinger, Frank Musker, James Maslow, Kendall Schmidt, Logan Henderson, Mike Caren, Noel Zancanella, Ryan Tedder, Thomas Bangalter | Ryan Tedder                             | 3:09    |  |
| 2.  | "Show Me"                               | Wayne Hector, Donald McLean, Lucas Secon | Lucas Secon                             | 2:50    |  |
| 3.  | "All Over Again"                        | Drew Scott, Brian Seals, Damon Sharpe | Brian Kennedy, Dante Jones              | 3:37    |  |
| 4.  | "No Idea"                               | Alexander Gaskarth, Terius Nash, Christopher Stewart | Stewart, Nash, Kuk Harrell              | 4:59    |  |
| 5.  | "Cover Girl"                            | Kendall Schmidt, Lily Robbins | Gad                                     | 3:00    |  |
| 6.  | "Love Me Love Me"                       | Ole Brodersen, Mich Hansen, Henderson, Kasper Larsen, Maslow, Pena, Christopher Rojas, Schmidt, Sharpe | CutFather, Rojas, Sharpe, Kay, Industry | 3:01    |  |
| 7.  | "If I Ruled the World" (com Iyaz)       | Evan "Kidd" Bogart, Emanuel Kiriakou, Lindy Robbins | Emanuel Kiriakou                        | 3:00    |  |
| 8.  | "Invisible"                             | Charlie Greenberg, Pena, Jonathan Rotem, Daniel Wayne,Vitorrush Cody Williams | J.R. Rotem                              | 3:20    |  |
| 9.  | "Time of Our Life"                      | Nicholas "Ras" Furlong, Henderson, Antario Holmes, Jordan Suecof | Infinity                                | 3:28    |  |
| 10. | "Superstar"                             | Jared Cotter, Henderson, Robert Larow, Maslow, Pena, Khaled Rohaim, Schmidt, Jay Sean, Jeremy Skaller | J Remy, Bobby Bass, Sharpe              | 3:23    |  |
| 11. | "You're Not Alone"                      | Carlos Battey, Steven Battey, Rojas, Schmidt | Rojas                                   | 3:53    |  |
| 12. | "Elevate"                               | Maslow, Eric Sanicola, Johnny Severin, Sharpe | Sharpe, Severin, Sanicola               | 3:06    |  |

| Faixa bônus do iTunes |                      |                           |                 |         |  |
| N.º                   | Título               | Compositor(es)            | Produtor(es)    | Duração |  |
| 13.                   | "Blow Your Speakers" | Matt Palmer, Pascal Guyon | Fraser T. Smith | 3:12    |  |

| Faixa bônus do UK iTunes |        |                                                               |                 |         |  |
| N.º                      | Título | Compositor(es)                                                | Produtor(es)    | Duração |  |
| 13.                      | "Epic" | Marlin Donnell Bonds, Jonas Jeberg, James Maslow, Redd Stylez | Fraser T. Smith | 3:12    |  |

| BTR Oficial Website Edição |             |                                             |                 |         |  |
| N.º                        | Título      | Compositor(es)                              | Produtor(es)    | Duração |  |
| 13.                        | "Paralyzed" | Matt Squire, Pierre Bouvier, Charles Comeau | Fraser T. Smith | 3:11    |  |

| Faixa Bônus de Relançamento 2012 |                | |                 |         |  |
| N.º                              | Título         | Compositor(es)                                                                                                  | Produtor(es)    | Duração |  |
| 13.                              | "Windows Down" | Alexander James, Bei Maejor, Damon Albarn, Dave Rowntree, Graham Coxon, Matt Squire, Matthew Musto, Mike Posner | Fraser T. Smith | 3:13    |  |

## Desempenho comercial
Após o seu lançamento, Elevate alcançou a 12ª posição na Billboard 200 devido a mais de setenta mil cópias em sua primeira semana.